# Gerhard Topp
Gerhard Topp (Gerhard August Topp; * 16. April 1893 in Kopenhagen; † 16. Januar 1968 ebd.) war ein dänischer Langstreckenläufer.
Bei den Olympischen Spielen 1912 in Stockholm kam er im Crosslauf in der Mannschaftswertung auf den fünften und in der Einzelwertung auf den 26. Platz.